# ハラム・エイモス
ハラム・エイモス（Hallam Amos、1994年9月24日 - ）は、ウェールズの元ラグビー選手。

## プロフィール
- イングランド・ストックポート出身。
- 現役時代のポジションはウィング(WTB)、センター(CTB)、フルバック(FB)。
- 身長 186cm、体重 98kg
- U20ウェールズ代表に選ばれたことがある[1]。
- ウェールズ代表通算キャップ数は25でラグビーワールドカップ2019のウェールズ代表に選ばれた。

## 略歴
ニューポートRFC、ドラゴンズ、ベットワズRFCを経て、2019年、カーディフに加入。
医療活動に専念するため、2022年、引退した。